# Соломос, Дионисиос
Диони́сиос Соломо́с (греч. Διονύσιος Σολωμός; [ði.ɔˈnisi.ɔs sɔlɔˈmɔs]; 8 апреля 1798, Закинф — 9 февраля 1857, Керкира) — греческий поэт, автор «Гимна свободе» (1823), ставшего национальным гимном Греции и Кипра.

## Биография
Родился на Закинфе, одном из Ионических островов, в том же 1798 году, когда турками был казнён Ригас Велестинлис.
Происходил из аристократической семьи, его отец носил титул графа от правительства Венеции, этот же титул имел и сам Соломос.
Согласно принятой в то время в аристократических кругах Закинфа традиции, девятилетнего Дионисиоса отправили учиться в Италию. Это был период утверждения в итальянской литературе романтических тенденций, и на формирование поэтического дарования Соломоса повлиял опыт современной ему итальянской поэзии с её духом патриотизма и свободолюбия, приверженность народному языку и растущая ориентация на читателя из народа.
Сначала окончил Лицей Святой Екатерины в Венеции. Так как вёл Соломос там себя неважно, его взял к себе в Кремону на воспитание его старый учитель аббат Санто Росси. В Кремоне Соломос с удовольствием изучал итальянскую и латинскую филологию, а по окончании учёбы переехал ближе к Милану и поступил на юридический факультет Павийского университета. Во время учёбы там Соломос знакомится с такими учителями, свободолюбивыми современниками, как Алессандро Мандзони, Винченцо Монти, Андреас Мустоксидис.
Свои первые стихи Соломос пишет на итальянском языке, однако, вернувшись в 1818 году на родину, изучает родной язык. Выступал за утверждение народного греческого языка — димотики. Народные греческие песни и свои греческие стихи создает на димотике.
В 1821 вступил в ряды подпольной организации «Филики Этерия». На греческом языке стал писать в 1822, при поддержке Спиридона Трикуписа, который помог ознакомиться с греческими вопросами эпохи и ощутить дух языка. Согласно Трикупису, первым стихотворением Соломоса на греческом языке было «Белокурая» (греч. Ξανθούλα) об уезжающей на чужбину девушке. Первое крупное произведение Соломоса на греческом языке — «Гимн Свободе» (1823). Первые строфы «Гимна свободе» с 1869 года стали национальным гимном Греции. Другие значительные произведения поэта: поэмы «Ода на смерть Байрона» (1825), «Свободные осаждённые» (над которой поэт работал до конца жизни), также посвящены теме народной борьбы. Поэма «Свободные осаждённые» стало лучшим в его творчестве произведением, связанным с Греческой революцией. Несмотря на то, что поздние произведения («Греческий корабль», «Сапфо» и др.) написаны Соломосом на итальянском языке, в них также использованы мотивы греческого фольклора.
Соломос умер в феврале 1857 года от апоплексического удара. В 1865 году его останки были перевезены на остров Закинф.
Друг поэта Иулиос Типалдос так писал о нём: «Соломос… охватил весь народ своей поэзией и стал первым и великим основателем новой нашей филологии».

## Сочинения
- Гимн свободе
- Ода на смерть Байрона (1825)
- Свободные осаждённые
- Греческий корабль
- Сапфо

## Публикации на русском языке
- Песни свободы / Пер. с новогреч. и итал. / сост. Я. Мочос, П. Антеос; Вступ. статья Я. Мочоса ; Примеч. С. Ильинской ; Ил.: Е. Ракузин. — М.: Художественная литература, 1964. — 183 с.